# Valle Galeana
Valle Galeana är en ort i Mexiko.   Den ligger i kommunen Arcelia och delstaten Guerrero, i den södra delen av landet, 190 km sydväst om huvudstaden Mexico City. Valle Galeana ligger 378 meter över havet och antalet invånare är 595.
Terrängen runt Valle Galeana är kuperad åt sydväst, men åt nordost är den bergig. Runt Valle Galeana är det ganska glesbefolkat, med 34 invånare per kvadratkilometer. Närmaste större samhälle är San Miguel Totolapan, 16,4 km väster om Valle Galeana. I omgivningarna runt Valle Galeana växer huvudsakligen savannskog.